# Pawlo Kowschun
Pawlo Maksymowytsch Kowschun (ukrainisch Павло Максимович Ковжун; * 3. Oktober 1896 in Kostjuschky (heute Rajon Owrutsch, Oblast Schytomyr); † 15. Mai 1939 in Lwiw) war ein ukrainischer Grafiker, Maler und Kunstkritiker.

## Leben und Wirken
Pawlo Kowschun wurde am 3. Oktober 1896 im Dorf Kostjuschki, Wolhynien, als Sohn eines Arztes geboren. Im Jahr 1911 begann er an der Kiewer Kunstschule Malerei zu studieren. Seine Lehrer waren bekannte Künstler wie Hryhorij Djadtschenko, Mykola Pymonenko, Iwan Selesnjow und Oleksandr Muraschko. Während dieser Zeit entwickelte er enge Kontakte zu seinen Mitstudenten, darunter Ochrim Sudomora, Robert Lisovsky, Wassyl Semenko und Iwan Kawaleridse, die ihn ebenfalls künstlerisch beeinflussten. Heorhij Narbut, der Begründer der modernen ukrainischen Grafik, inspirierte Pawlo Kowschun und diente ihm oft als Vorbild.
1913 nimmt Kowschun an der ukrainischen Kunstausstellung in Poltawa teil und gestaltete sein erstes Buch, "Fedko-chalamydnyk" von Wolodymyr Wynnytschenko. Zusammen mit Wassyl und Mychajlo Semenko gründete er im selben Jahr in Kiew den Futuristischen Kunstkreis, der sich mit der Erforschung und Förderung des Futurismus befasste. Im Jahr 1915 schloss Pawlo Kowschun sein Studium in der Abteilung für Malerei der Kiewer Kunstschule ab. Der Künstler wurde im Ersten Weltkrieg in die russische Armee eingezogen und kämpfte an der rumänischen Front. Im Verlauf des Krieges erlitt er zwei Verwundungen. Zu Beginn der Revolution von 1917 schloss er sich der ukrainischen Bewegung in den Streitkräften an und war Redakteur ukrainischer Militärzeitungen wie Ukraina, Holos wremya und Wolja. In der Zeit der Ukrainischen Nationalrepublik half er bei der Gründung des Verlags Grunt, war Sekretär des Universalnyi schurnal und gehörte dem Künstler- und Literaturverband Musahet in Kiew an.
1921 ließ sich Pawlo Kowschun mit seiner Familie in Lwiw nieder. Dort wurde er aktives Mitglied des Ukrainischen Künstlerkreises in Lwiw, einer Gruppe, die sich für die Förderung und Entwicklung der ukrainischen Kunst einsetzte. Zusammen mit Mychajlo Ossintschuk und Jaroslawa Musyka gründete er 1931 den Verband unabhängiger ukrainischer Künstler (ANUM) und wurde dessen Sekretär. Er organisierte eine Redaktion von Künstlern, die mehrere Ausgaben der Zeitschrift „Mysteztwo“ herausgab.
Der Künstler gestaltete zahlreiche Bücher, die in der Ukraine in der Zwischenkriegszeit veröffentlicht wurden, darunter die Werke von Wolodymyr Wynnytschenko, Pawlo Tytschyna, Ossyp Makowej, Borys Hrintschenko und Mychajlo Staryzkyj. 1922–1924 entwarf Kowschun sieben Buchumschläge im Art-déco-Stil für eine neue Werkausgabe von Iwan Franko.
Zusammen mit Mychajlo Ossintschuk malte Kowschun Kirchen aus, darunter in Hrymajliw, Oserna, Nakonetschne, Sokal, Stojaniw, Kalusch, Saschkiw. Im Jahr 1931 unternahm er eine Reise nach Italien. Im selben Jahr gründete er zusammen mit Iwan Krypjakewytsch und Iwan Kruschelnyzkyj eine Gruppe von ukrainischen Designern von Exlibris.
Kowschun verfasste Aufsätze über Mykola Hluschtschenko, Oleksa Hryschtschenko und Leon Getz. Seine Grafiken umfassen Plakate, Karikaturen, Exlibris, Verlagslogos und Embleme und wurden auf internationalen Ausstellungen in Prag (1924), Brüssel (1927), Los Angeles (1931), Berlin (1937) und Rom (1938) ausgestellt. 1937 hielt Kowschun am Ukrainischen Wissenschaftlichen Institut in Berlin eine Reihe von Vorträgen über ukrainische Kunst, die später in einem Sammelwerk veröffentlicht wurden.
Er starb am 15. Mai 1939 in Lwiw an einer Lungenentzündung und wurde auf dem Lytschakiwski-Friedhof beigesetzt.